# Округ Монтгомери (Алабама)
Округ Монтгомери (енгл. Montgomery County) је округ у америчкој савезној држави Алабама. По попису из 2010. године број становника је 229.363. Седиште округа је град Монтгомери

## Демографија
Према попису становништва из 2010. у округу је живело 229.363 становника, што је 5.853 (2,6%) становника више него 2000. године.
| Група             | 2000.           | 2010.           |
| Белци             | 107.858 (48,3%) | 88.099 (38,4%)  |
| Афроамериканци    | 108.583 (48,6%) | 125.477 (54,7%) |
| Азијати           | 2.217 (1,0%)    | 4.821 (2,1%)    |
| Хиспаноамериканци | 2.665 (1,2%)    | 8.314 (3,6%)    |
| Укупно            | 223.510         | 229.363         |